# 足立区立中島根小学校
足立区立中島根小学校（あだちくりつ なかしまねしょうがっこう）は、東京都足立区島根にある区立の小学校。

## 教育目標
- すすんで学ぶ子
- 仲よく助け合う子
- じょうぶな子

## 沿革
- 1974年（昭和49年）
  - 4月1日 - 東京都足立区立中島根小学校開校
  - 4月25日 - 校舎完成
  - 11月5日 - 開校記念式典挙行 毎年この日が開校記念日となり休業となる。
- 2005年（平成17年） -  校庭の一部を芝生化
- 2007年（平成19年） - 3月21日 校舎近隣の住宅による火事で小学校の一部が延焼。
- 2023年（令和5年） - 12月8日　50周年記念の式が行われる

## 学校生活

### 学校行事
- 入学式
- 運動会
- 音楽会
- 鋸南宿泊学習（4年）
- 鋸南臨海学校（5年）
- 日光移動教室（6年）
- 英語学習（3年 - 6年）
- 席書き大会
- 卒業式

### クラブ活動
毎週水曜日の5校時に活動
- バドミントン
- まんが
- バスケットボール
- サッカー
- パソコン
- 卓球
- ダンス

### 委員会活動
- 代表
- 生活
- 保健
- 栽培・美化
- 放送
- 掲示
- 給食
- 図書
- 体育

### PTA活動
- 中島根まつり

## 交通アクセス
- 都営バス北47系統 島根町バス停から徒歩5分
- 東武伊勢崎線西新井駅東口から徒歩18分
- 東武伊勢崎線梅島駅から徒歩18分